# Chancelaria (Torres Novas)
Chancelaria ist eine Gemeinde (Freguesia) im portugiesischen Kreis Torres Novas. In ihr leben 1428 Einwohner (Stand 19. April 2021).